# Mao Zedong
毛泽东 també es pot trobar escrit com Mao Tse Tung, Mao Tse-Tung o Mao Zhe Tung
 Mao Zedong (?·pàg.) (xinès simplificat: 毛泽东, xinès tradicional: 毛澤東, pinyin: Máo Zédōng) (Shaoshan, Hunan, 26 de desembre de 1893 – Pequín, 9 de setembre de 1976), va ser un polític, estadista i poeta xinès. El 1921 va ser un dels fundadors del Partit Comunista de la Xina. Va revoltar els pagesos i intentà un aixecament a Hunan, però fracassà. Progressivament imposà els seus criteris a dins el partit, i arribà a cap del moviment comunista el 1935. El 1949 després d'una llarga guerra civil proclamà la República Popular de la Xina.
Va ser president del Politburó del Partit Comunista de la Xina des del 1943 i president del Comitè Central del Partit Comunista de la Xina des del 1945 fins a la seva mort. Sota aquest lideratge, el Partit Comunista governa Xina com a resultat de la victòria en la Guerra Civil xinesa i funda la República Popular de la Xina el 1949.
Mao va desenvolupar una branca significada del marxisme-leninisme coneguda com a maoisme, en paral·lel a la ideologia política de l'estalinisme, i mentre estava en el poder va col·lectivitzar l'agricultura durant l'anomenat Gran Salt Endavant. Va crear, i més tard trencar, l'aliança amb la Unió Soviètica. Més endavant va encetar la Revolució Cultural.
A Mao se li reconeix la creació d'una Xina unificada, en pau i sense dominació estrangera per primer cop des de la Primera Guerra de l'opi; al mateix temps és molt criticat pels 
episodis de fam de 1958–1961 i per la violència que va acompanyar la Revolució Cultural.

## Infantesa i joventut
Mao Zedong era el més gran de quatre fills d'una família relativament pròspera de camperols i prestadors. Va nàixer en el llogaret de Shaoshan, a la regió de Xiangtang, província de Hunan. Els seus ancestres havien emigrat a aquest lloc durant l'època de la dinastia Ming i s'havien dedicat a l'agricultura per diverses generacions.
A part del seu nom original "Zedong", Mao va tenir també un nom de cortesia "Rúnzhī" (润之 / 潤之), utilitzat en l'edat adulta per les persones alienes al seu entorn familiar. L'ús dels noms de cortesia cauria, no obstant això, en desús durant el segle xx, per això aquest nom alternatiu de Mao no és gaire conegut actualment.
Durant la Revolució de Xinhai el 1911, que va acabar amb la caiguda de la dinastia Qing i la proclamació de la nova República de la Xina, va servir en l'exèrcit provincial de Hunan. A la dècada de 1910, Mao va tornar a escola, on va mostrar especial dedicació per l'activitat física i per les accions col·lectives.
Després de graduar-se en la Primera Universitat Normal de Hunan el 1918, Mao va viatjar amb el seu professor de secundària i el seu futur sogre, el professor Yang Changji, a Pequín durant l'època del Moviment del Quatre de Maig, quan Yang va obtenir una posició en la Universitat de Pequín. Gràcies a les recomanacions de Yang, Mao va obtenir un treball com a assistent en la biblioteca de la universitat. Al mateix temps, es va registrar com a estudiant a temps parcial a la Universitat de Pequín i va assistir a moltes de les xarrades d'erudits de l'època com ara Chen Duxiu, Hu Shih i Qian Xuantong. Mentre estudiava, va tenir ocasió de dedicar-se a la lectura, la qual cosa va influir notablement en la seua vida. També a Pequín va contraure matrimoni amb la seua primera esposa, Yang Kaihui, estudianta de la mateixa universitat i filla de Yang Changji.
En lloc d'eixir a l'exterior, com molts dels seus compatriotes radicals van fer en aquella època, Mao va viatjar extensament per la Xina durant els anys vint; tornà finalment a Hunan, on va començar a promoure les accions col·lectives i la causa dels drets dels treballadors.
A l'edat de 27 anys, Mao va assistir al Primer Congrés del Partit Comunista de la Xina el 23 de juliol de 1921. En aquell primer congrés Mao Zedong va dir: “el marxisme salvarà la Xina”. Dos anys més tard va ser triat membre del Comitè Central en el Tercer Congrés. Durant algun temps, va treballar a Xangai, on es trobava la seu del Partit Comunista, però després del fracàs del partit a organitzar els treballadors i dels problemes que havia comportat l'aliança amb el Partit Nacionalista Kuomintang (KMT), Mao va quedar desil·lusionat amb el moviment revolucionari i va tornar al seu llogaret de Shaoshan, aparentment retirat de la política. Durant aquest temps, també va desenvolupar una mena de neurastènia que li causava depressions que serien recurrents de manera ocasional durant la resta de la seua vida. No obstant això, el seu interès per la política va tornar a renàixer després de les violentes rebel·lions de Xangai i Guangzhou el 1925, que van propiciar el moviment "Venjar la vergonya" per tota la Xina.
Per aquells temps, Mao va ser director de l'Institut d'Entrenament per a Camperols, organitzat pel Kuomintang. El 1926 torna a Hunan i veu que els arbres tenien l'escorça arrencada, recordant el que havia conegut durant la seua infància, que els camperols a la Xina menjaven les escorces dels arbres. Sobre la base d'aquella experiència escriu el 1926 "Anàlisi de les classes en la societat xinesa”, i a principis de 1927, l'informe “Sobre una investigació del moviment camperol de Hunan", en què sosté que sense els camperols pobres no hi hauria revolució. Aquest informe es considera el primer treball important en la teoria maoista.
Dins del front unit que van formar el PCX i el KMT, el treball polític en l'exèrcit estava a càrrec principalment de membres del PCX, i Mao es trasllada a Guangzhou, on el fundador del KMT, Sun Yat-sen, havia fundat l'Acadèmia Militar Whampoa, on els comunistes xinesos col·laborarien, a instàncies de la Internacional Comunista, amb el KMT.
Des de l'Acadèmia Militar de Whampoa, l'aliança del KMT i el Partit Comunista preparava la lluita armada per reunificar el país, dividit en zones controlades pels anomenats senyors de la guerra.

## Guerra i revolució

Bandera de la República Soviètica de la Xina o soviet de Jiangxi.

Mao va escapar al terror que es va desencadenar a la Xina la primavera i estiu de 1927, quan el KMT, ja dominat per la figura de Chiang Kai-shek, va trencar l'aliança amb els comunistes. De nou a Hunan, Mao va dirigir l'Aixecament de la Collita de Tardor a Changsha, amb l'objectiu de prendre el poder i fer de Hunan una província independent del Kuomitang. Aquest aixecament va ser derrotat i el mateix Mao va estar a punt de ser afusellat, però va aconseguir escapar dels guàrdies que el portaven al lloc de l'afusellament.
Després de durs combats, Mao i el seu grup guerriller es van refugiar a les muntanyes de Jinggang al sud-est de la Xina. Temps després se'ls unirien les tropes de Zhu De i de Zhou Enlai, que també fugien de l'ofensiva del KMT, i crearien la primera base revolucionària en aquella regió, l'embrió d'un nou estat, la República Soviètica de la Xina, de vegades anomenada simplement soviet de Jiangxi, de la qual va ser elegit president. Va ser durant aquest període quan Mao es va casar amb He Zizhen, després que la seva primera esposa, Yang Kaihui, haguera estat assassinada per les forces del KMT.
Mao, amb l'ajut de Zhu De, va organitzar un modest però efectiu exèrcit d'escamot, va portar a terme reformes en l'àmbit rural i va proveir de refugi els comunistes que fugien de les purgues que es portaven a terme a les ciutats. El Partit Comunista va tornar a créixer, l'Exèrcit Roig per aquella època tenia unes 60.000 persones.
Sota la creixent pressió del KMT, que estrenyia el setge sobre les forces comunistes, va sorgir una lluita entre els dirigents d'aquestes per prendre el poder. Mao va ser destituït de la seua important posició i va ser reemplaçat per altres dirigents, com Zhou Enlai, més afins a la línia marcada per la Internacional Comunista. Al grup que dirigiria el partit en aquests moments, liderat per Wang Ming i Bo Gu, se'l va conèixer com els vint-i-vuit bolxevics.
Chiang Kai-shek, que havia afermat el seu poder a Nanjing, la capital de la República de la Xina, estava determinat a acabar amb el moviment comunista. El Kuomintang va llançar cinc campanyes per encerclar i anihilar la República Soviètica de la Xina entre 1931 i 1934 els comunistes proveïts en aquella base fronterera. Les quatre primeres van ser rebutjades per l'Exèrcit Roig, amb el suport de la població, aplicant la tàctica militar de la guerra popular d'escamots. Per a Mao Zedong la revolució xinesa tenia un principi bàsic: la guerra camperola, amb la tàctica d'atraure l'enemic a les bases roges i aplicar els principis de la guerra d'escamots, que Mao resumia dient “Quan l'enemic avança retrocedim, quan l'enemic acampa l'hostiguem, quan no vol lluitar l'ataquem i quan fuig el perseguim”. Amb aquesta tàctica van mantenir les bases de suport i l'Exèrcit Roig es va proveir d'armes i municions del Kuomitang.
A l'octubre de 1934, l'exèrcit del Kuomintang va avançar amb un milió de soldats cap a les zones controlades pels comunistes al soviet de Jiangxi, en la cinquena campanya de setge i anihilament. En la direcció del Partit Comunista, la línia de Mao va quedar en minoria i va ser acusat de dretà. Es va impulsar, contra les opinions de Mao i de Zhu De, una guerra de posicions, d'exèrcit contra exèrcit. L'Exèrcit Roig va perdre la iniciativa i va ser derrotat, i es veié obligat a fugir en un periple per la Xina interior que seria conegut com la Llarga Marxa.
El gener de 1935 arriben a la localitat de Zunyi. Allí es va celebrar una important reunió del Buró Polític ampliat (coneguda com la Reunió de Zunyi), on són criticats els greus errors comesos en els últims anys. La línia militar basada en la guerra de posicions, que relegava la tàctica de la guerra d'escamots és criticada i els responsables d'haver-la impulsat són qüestionats. Mao Zedong és designat cap militar. Va passar a ser predominant la línia maoista, que propugnava que la Revolució xinesa anava del camp a la ciutat, i que no seria una revolució obrera com la Revolució russa.
El Japó havia envaït la Xina, ocupà Manxúria el 1931, i la discussió en el si del Partit Comunista raïa en quina posició prendre davant la invasió japonesa. El 1932 el govern de la “República Soviètica Xinesa” ja li havia declarat la guerra al Japó. Triomfa la línia maoista de marxar cap al nord per encapçalar la lluita contra la invasió japonesa, i s'estableix una base comunista a Yan'an. Aquell seria el final de la Llarga Marxa, un any després d'iniciada, després de recórrer 12.500 km. En partir de les muntanyes de Jinggang eren 80.000, dels quals van arribar només la desena part, i Mao conta que el moment més tremend de la seua vida va ser durant aquella Llarga Marxa, quan els comunistes es divideixen i la Internacional Comunista dona suport a aquella divisió contra Mao. En assemblea, davant aquells 8.000 soldats mal vestits i mal alimentats, Mao afirma: "els que vulguen seguir que seguisquen, hem de continuar perquè nosaltres obrirem el camí i els que se n'han anat hi tornaran".

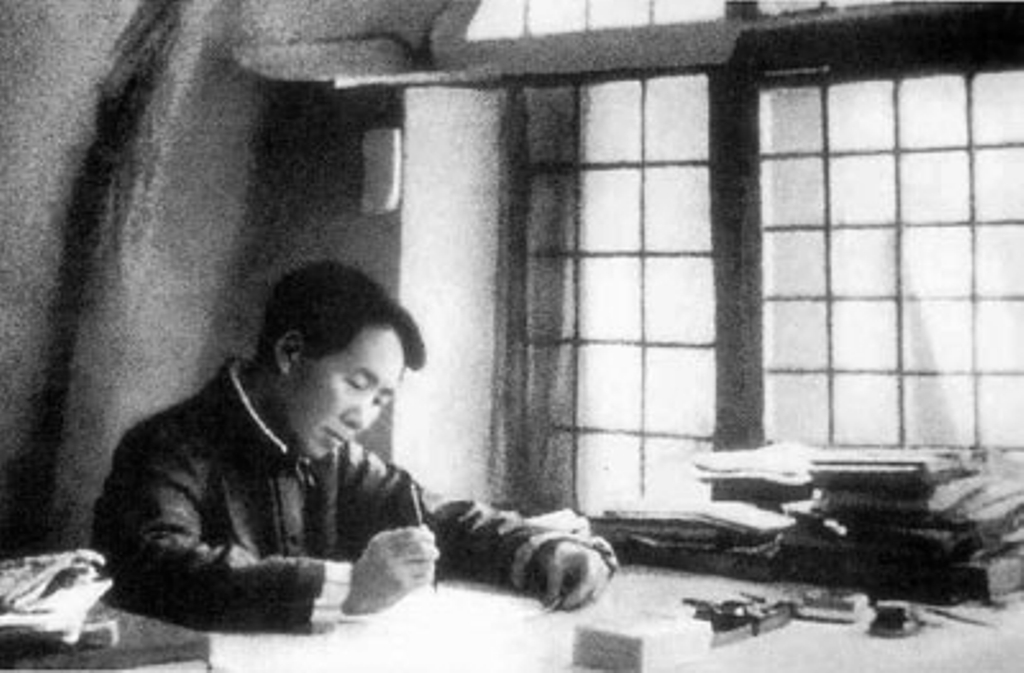
Mao el 1938

Durant la Llarga Marxa, el Partit Comunista defineix la tàctica de Front Únic Antijaponés, el qual es conformaria el 1937, després de l'"incident de Xi'an" en el qual dos generals del Kuomintang, partidaris del Front Únic, arresten Chiang Kai-shek amb la intenció d'afusellar-lo. Mao envia Zhou Enlai com a mediador, que sosté en nom del Partit Comunista que matar Chian Kai-Shek en aquell moment afavoria l'imperialisme japonès. Chiang Kai-shek és alliberat i se signa un programa de deu punts, que tenia com a centre posar fi a la guerra civil i unir-se per resistir al Japó, i la condició era que cessaren els atacs a l'Exèrcit Roig i el Partit Comunista.
En aquell moment, Mao afirma que dins del KMT hi havia sectors de burgesia nacional, oposada a l'imperialisme, i sectors de burgesia compradora, que se subordinaven a un o altre imperialisme. I que Chiang Kai-shek representava sectors de burgesia compradora subordinats als imperialismes estatunidenc i anglès i, per tant, oposats a aquells subordinats a l'imperialisme japonès. Així, el Front Únic Antijaponés es va fer amb aquella burgesia amb la qual s'estava en guerra des de 1927 fins a l'incident de Xi'an, i una vegada derrotat l'invasor japonès, els comunistes van haver de tornar a enfrontar-se al Kuomintang.
El 1944, Estats Units va enviar una missió diplomàtica anomenada missió Dixie, per entrevistar-se amb els comunistes. Segons comenta Edwin Mose en el seu llibre sobre la història de la Xina:
La majoria dels nord-americans estaven favorablement impressionats pels comunistes, que semblaven ser menys corruptes, més units i més vigorosos en la seua resistència contra el Japó que el Kuomintang. També van poder constatar que els comunistes eren populars en àmplies àrees de la Xina, particularment al nord. Al final, no obstant això, aquest contacte entre nord-americans i comunistes xinesos no va produir cap resultat.
Després de la Segona Guerra Mundial, els Estats Units van seguir protegint Chiang Kai-shek, ja obertament en guerra contra l'exèrcit comunista de Mao Zedong, rebatejat com a Exèrcit Popular d'Alliberament (EPL), en la seua estratègia de derrotar el comunisme on aquest es manifestara. Igualment, la Unió Soviètica va donar suport a Mao, si bé l'ajuda militar que van rebre d'aquesta nació mai no va ser tan alta com originàriament es creia i constantment es va mantenir molt per sota de les promeses soviètiques.
El 21 de gener de 1949, les forces del Kuomintang van patir una derrota massiva a mans de l'EPL, i van començar a replegar-se cap al sud. Al llarg de l'any, van anar caent en cadena les ciutats més importants, obligant al KMT a traslladar la capital successivament de Nanjing a Wuhan, Guangzhou, Chongqing i finalment Chengdu. El 10 de desembre de 1949, l'EPL va envoltar les tropes del KMT a Chengdu, l'últim baluard de les forces nacionalistes. Chiang Kai-shek i el seu fill Chiang Ching-kuo van fugir amb avió a Taiwan, on aconseguirien mantenir el règim de la República de la Xina.

## Lideratge a la Xina
La República Popular de la Xina va ser establerta l'1 d'octubre de 1949. Va ser la culminació de dues dècades de lluita dirigida pel Partit Comunista. Durant el període de 1954 a 1959, Mao va ser president del partit. Va fixar la seua residència a Zhongnanhai, un complex d'edificis proper a la Ciutat Prohibida de Pequín.
Havent consolidat el seu poder, Mao va iniciar un programa de col·lectivització que va durar fins a l'any 1958. Les terres van ser redistribuïdes, després de ser expropiades a terratinents i lliurades als camperols perquè les conrearen. També es van iniciar grans projectes d'industrialització i la construcció d'infraestructures per facilitar els canvis econòmics i socials que es volien portar a terme. Durant aquest període, la Xina va tenir un creixement interanual del PNB d'entre un 4 i un 9%.
Un dels programes iniciats en aquesta època va ser el Moviment de les Cent Flors, també conegut com a La campanya de les Cent Flors, mitjançant el qual Mao indicava la seua suposada voluntat de considerar diferents opinions sobre com la Xina havia de ser governada. Per l'oportunitat que se'ls oferia d'expressar-se, alguns intel·lectuals i liberals xinesos van indicar la seua oposició al règim comunista, i arribaren fins i tot a qüestionar el lideratge de Mao. Açò va ser inicialment tolerat i fins i tot s'arribà a promoure. No obstant això, als pocs mesos, Mao va revertir aquesta política, fent presos tots aquells que havien criticat el seu govern i anomenant el moviment antidretà. Alguns crítics del règim comunista xinès, com l'escriptora Jung Chang, afirmen que el Moviment de les Cent Flors hauria estat simplement una maniobra per a identificar aquells individus les opinions dels quals resultaven perilloses per al règim.
El 1958, Mao va endegar el Gran Salt Endavant, un pla econòmic presentat com a alternativa al model soviètic que es basava en gran part en el desenvolupament de la indústria pesant. Sota aquest model, l'agricultura va ser col·lectivitzada i es va promoure la indústria a xicoteta escala.
Al principi del Gran Salt Endavant va parèixer que es produïa un gran èxit en incrementar-se considerablement la producció agrícola i industrial, particularment la indústria de l'acer. No obstant això, Mao i altres líders del partit, en lloc d'acceptar el creixement estable i continu que experimentaven, van considerar que podrien accelerar el creixement econòmic establint metes irreals. A aquest efecte, van moure un considerable nombre de camperols a acereries, la qual cosa va acabar sent un desastre. Si bé les quotes de producció d'acer s'arribaven a complir segons les xifres oficials, part de l'acer produït era de molt baixa qualitat, perquè no hi havia prou matèria primera per a arribar als objectius i s'utilitzaven deixalles de ferro per a assolir la quota establerta.

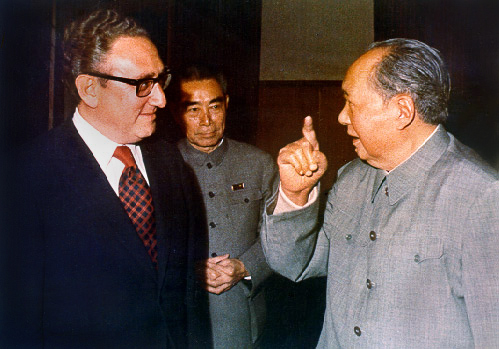
Mao, amb Henry Kissinger i Zhou Enlai a Pequín l'any 1972

Per altra banda les relacions sinosoviètiques van començar a deteriorar-se i Nikita Khrusxov va cancel·lar els acords d'assistència tècnica que havien signat els soviètics. A més a més, es van donar diverses sequeres severes que van afectar la producció agrícola reduint-la considerablement. La combinació de l'establiment de quotes de producció industrial irreals, la retirada de l'assistència tècnica soviètica, les sequeres, el desplaçament d'agricultors a les fàbriques i una economia que tractava de recuperar en deu anys els desastres d'anys de guerra i caos van ocasionar la fam més gran de la història recent de la Xina.
Si bé hi ha controvèrsia sobre el nombre de morts ocasionat per la fam durant el Gran Salt Endavant, s'estima que no menys de 30 milions de persones van morir de fam.
Després de la defunció de Stalin i la pujada al poder de Khruixòv, les relacions sinosoviètiques es van deteriorar considerablement. Es van produir disputes frontereres i desacords en relació amb el camí que havia de seguir el comunisme, és a dir, si seguir fomentant la revolució o, per contra, mantenir l'statu quo.
Com a resultat del desastre del Gran Salt Endavant i la deterioració de les relacions sinosoviètiques, alguns líders xinesos, entre ells Liu Shaoqi i Deng Xiaoping, van decidir que Mao havia de ser deposat com cap d'estat i relegat a una posició merament simbòlica i cerimonial. El 1959, Liu Shaoqi va accedir al càrrec de president de la República Popular de la Xina, cap d'estat, mentre que Mao va mantenir la seua posició de president del Partit Comunista. Liu va començar a cercar solucions als problemes de la Xina amb polítiques de caràcter més reformista.
Mao va portar a terme el que es va denominar la Revolució Cultural el 1966. Açò permetia a Mao estar per sobre de la jerarquia del partit, donant poder directament als guàrdies rojos, grups de joves defensors de l'ortodòxia ideològica, que van arribar a crear els seus propis tribunals. La Revolució Cultural va cercar impulsar el camí cap al socialisme, i denunciar els qui s'hi oposaven. Per això van adoptar mesures de tota classe, des de la destrucció de l'art considerat burgès, assalts a persones vestides a la manera occidental, interrupció de cerimònies religioses, etc. Una mesura de gran importància va ser l'enganxada de cartells, en els quals denunciaven el que consideraven errors de diferents membres destacats del partit.
Va ser durant aquest període quan Mao va triar Lin Biao com a successor. No és clar si Lin estava planejant un colp d'estat o un intent d'assassinat de Mao, el que sí que se sap és que va morir en un accident aeri quan el seu avió sobrevolava Mongòlia en intentar fugir del país amb rumb a Moscou. Posteriorment, es va anunciar que Lin havia planejant la destitució de Mao, i fins i tot el seu assassinat en dues ocasions, i va ser expulsat pòstumament del partit. Per aquesta època, Mao havia perdut la confiança de molts dels dirigents del partit.
El 1969, es va celebrar el IX Congrés Nacional del Partit Comunista de la Xina, en el qual Mao va anunciar que la Revolució Cultural havia acabat, si bé sovint es considera que la Revolució Cultural es va estendre fins a la defunció de Mao el 1976. En els últims anys de la seua vida, Mao va experimentar seriosos problemes de salut deguts possiblement al mal de Parkinson, i també problemes pulmonars i cardíacs a conseqüència del tabac. Durant aquests anys, Mao va romandre passiu mentre diverses faccions dins del Partit Comunista lluitaven per assolir el poder després que Mao morira.
Mao va morir el 9 de setembre de 1976 a l'edat de 82 anys i la lluita pel poder dins del partit es va intensificar. D'una banda hi havia els esquerrans liderats per l'anomenada Banda dels Quatre, dirigida per la vídua de Mao, Jiang Qing, que advocaven per la continuació de la política de mobilització revolucionària de masses. Per altra banda, hi havia dos grups més moderats; un de liderat per Hua Guofeng, el successor designat pel mateix Mao, que advocava per la tornada a la direcció centralitzada seguint el patró soviètic, i l'altre liderat per Deng Xiaoping, que estava a favor de reformar completament l'economia de la Xina d'acord amb polítiques pragmàtiques, desenfasitzant el rol de la ideologia en la determinació de les polítiques econòmiques i socials.
Al final, els moderats van assolir el control del govern i Deng Xiaoping es va imposar sobre Hua Guofeng en la lluita pel poder.

## Culte a Mao
Una de les raons per les quals Mao és més recordat és el culte a Mao, el culte a la personalitat que es va crear al seu voltant. Mao es presentava com un enemic dels terratinents, negociants i de les potències d'Occident, particularment dels Estats Units. D'altra banda, declarava ser aliat dels camperols i treballadors.
Encara que el culte a la personalitat topi amb els ideals del marxisme, sembla que Stalin va començar a endegar un culte a la personalitat i, també, Lenin, encara que aquest va desitjar obertament que no se li construís cap monument abans de la seva mort.
Mao, en el congrés del partit de Chengdu, es manifestà favorable al culte a la personalitat, inclòs en personatges com Stalin: «Hi ha dos tipus de culte a la personalitat. Un és sa, com és venerar persones com Marx, Engels, Lenin i Stalin, perquè sostenen la veritat en les seves mans. L'altre és un culte a la personalitat fals, no analitzat i cec.»
El 1962, Mao va proposar la creació del Moviment d'Educació Socialista, el qual havia de protegir els camperols de les temptacions del feudalisme i el capitalisme que pensava que començaven a sorgir en les àrees rurals. Es va publicar una gran quantitat de propaganda en la qual Mao era la figura central. Nombroses tanques i cançons es referien a Mao com El sol vermell en el centre dels nostres cors i El salvador del poble. El culte a Mao va ser vital per al llançament de la Revolució Cultural. La joventut xinesa havia crescut sota el règim comunista i se'ls havia inculcat l'amor cap a Mao. Per això en aquesta revolució van ser els seus principals seguidors.
A l'octubre de 1966 es van publicar les Citacions del president Mao, llibre recopilat per Lin Biao amb dites de Mao. Als membres del partit, se'ls exigiria dur-se'l sempre. Al llarg dels anys la imatge de Mao apareixia a tot arreu, en totes les llars, oficines i comerços. Les seves dites apareixien en publicacions escrites de qualsevol naturalesa.

## Retrat de Mao

Retrat de Mao Zedong a la plaça de Tiananmen de Pekín

Mao no és només un president de la Xina, és la figura que retorna o crea l'orgull nacional al poble xinès. Pacifica i unifica el país i s'erigeix com una figura pseudodivinitzada del maoisme. La seva imatge es difon sistemàticament des d'enclavaments significatius com places o encapçalaments de locomotores. El seu retrat substitueix divinitats antigues en llocs tan casolans com les cuines. Es veneren escultures i es produeix tota mena d'objectes amb la seva efígie, com per exemple clauers, i s'imposa el seu vestit que influencia la moda d'occident amb el «coll Mao».
El primer dia d'octubre, se celebra la creació de la República Popular Xina, dia en què es canvia la pintura que penja a la tribuna de la plaça de Tiananmen. Aquestes pintures són còpies d'un retrat per Zhang Zhenshi el 1950, «President Mao Zedong» que el 3 de juny del 2006 el propietari volia subhastar, però davant l'allau de crítiques que es desfermaren per Internet, es va suspendre la subhasta. La darrera notícia d'aquest afer és que l'antic propietari donà la pintura al Museu xinès.
El periodista Yu Dongyue, que es va manifestar en la revolta de 1989, va ser acusat de llançar pintura al retrat de Mao Zedong de la plaça de Tiananmen; la premsa recull que van ser els mateixos manifestants qui el van lliurar a la policia. Yu Dongyue va passar catorze anys a la presó. Diferents organitzacions han denunciat que va patir tractes vexatoris i tortures durant l'empresonament.